# 171e méridien est
En géographie, le 171e méridien est est le méridien joignant les points de la surface de la Terre dont la longitude est égale à 171° est.

## Géographie

### Dimensions
Comme tous les autres méridiens, la longueur du 171e méridien correspond à une demi-circonférence terrestre, soit 20 003,932 km. Au niveau de l'équateur, il est distant du méridien de Greenwich de 19 036 km,.
Avec le 9e méridien ouest, il forme un grand cercle passant par les pôles géographiques terrestres.

### Régions traversées
En commençant par le pôle Nord et descendant vers le sud au pôle Sud, Le 171e méridien est passe par:
| Coordonnées           | Pays, territoire ou mer  | Notes |
| --------------------- | ------------------------ | --- |
| 90° 00′ N, 171° 00′ E | Océan Arctique           | |
| 73° 41′ N, 171° 00′ E | Mer de Sibérie orientale | |
| 70° 05′ N, 171° 00′ E | Russie                   | Tchoukotka Kraï du Kamtchatka — à partir de 62° 17′ N, 171° 00′ E                                                                                            |
| 60° 31′ N, 171° 00′ E | Mer de Bering            | |
| 53° 30′ N, 171° 00′ E | Océan Pacifique          | Passe juste à l'est de l'île Mejit, Îles Marshall (à 10° 17′ N, 170° 53′ E)                                                                                  |
| 8° 53′ N, 171° 00′ E  | Îles Marshall            | Atoll Maloelap |
| 8° 39′ N, 171° 00′ E  | Océan Pacifique          | passe juste à l'ouest de l'atoll Aur, Îles Marshall (à 8° 13′ N, 171° 01′ E) passe juste à l'ouest de l'atoll Majuro, Îles Marshall (à 7° 08′ N, 171° 02′ E) |
| 42° 41′ S, 171° 00′ E | Nouvelle-Zélande         | Île du Sud — passe juste à l'est de la ville de Oamaru (à 45° 04′ N, 170° 58′ E)                                                                             |
| 45° 05′ S, 171° 00′ E | Océan Pacifique          | |
| 60° 00′ S, 171° 00′ E | Océan Austral            | |
| 77° 20′ S, 171° 00′ E | Antarctique              | Dépendance de Ross, Liste des territoires revendiqués par la Nouvelle-Zélande                                                                                |